# Anolis desiradei
Anolis desiradei (десірадський аноліс) — вид ігуаноподібних ящірок родини анолісових (Dactyloidae). Ендемік Гваделупи.

## Поширення і екологія
Десірадські аноліси є ендеміками острова Ля-Десірад, розташованого на схід від Гваделупи. Вони живуть в сухих чагарникових заростях та на плантаціях.